# 風の言葉
風の言葉（かぜのことば）は、TBS（関東ローカル）で2010年4月4日から2015年3月29日まで毎週日曜21:54 - 22:00（JST）に放送されたミニ番組。全250回。SMBC日興証券一社提供。
自然保護、清掃活動、希少種の観察など、日本の風景を守る取り組みをしている人々を取り上げている。

## ナレーション
- 西島秀俊（俳優）

## イメージソング
- 「風の言葉」Be.

## その他
- 放送開始は21:54であるが、2分のカウキャッチャーがあるため、正式開始時刻は21:56となる。また『日曜劇場』の初回・最終回スペシャルなどの時は繰下げる場合がある。更に選挙特別番組の時は休止。
- なお2012年6月24日放送は『日曜劇場 ATARU』最終回スペシャルのため、22:09に繰下げたが、この日は19:00 - 21:00に『両さん&いじくりばあさんの有名人怪しいお屋敷ガサ入れ捜査!』が編成された関係上、20:54の『JNNフラッシュニュース』が22:13（カウキャッチャー抜き）に繰下げたため、当番組のカウキャッチャーが1分半に縮小されて22:10:30開始となり、更に『フラッシュニュース』との接続は異例のステブレレス形式となった。
- また、2013年8月11日と8月18日は「世界陸上モスクワ大会」の中継の影響で休止。代行分は「みのもんたの朝ズバッ!」の木曜日に振り替えた。

## 外部サイト
- TBS「風の言葉」（番組紹介ページのみ）

| TBS 日曜21:54 - 22:00 | TBS 日曜21:54 - 22:00              | TBS 日曜21:54 - 22:00                                                                |
| 前番組                | 番組名                             | 次番組                                                                               |
| --------------------- | ---------------------------------- | ------------------------------------------------------------------------------------ |
| 美しき妹たちへ        | 風の言葉 （2010年4月 - 2015年3月） | 番組ナビ （2015年4月 - 10月） ↓ ワザビト BRIDGE OF DREAMS （2015年10月 - 2018年3月） |

※2015年8月9日と8月16日は『番組ナビ』を一旦中断し、通常は土曜9:25に放送されている『暮らしのレシピ』をこの枠で放送した。

| スタブアイコン | サブスタブ | この項目は、まだ閲覧者の調べものの参照としては役立たない、テレビ番組に関連した書きかけの項目です。この項目を加筆・訂正などしてくださる協力者を求めています（P:テレビ/PJ:放送または配信の番組）。 |